# Râul Criva, Bilca Mare
Râul Criva (în ucraineană Крива) este un curs de apă, afluent al râului Suceava. Râul izvorăște în Ucraina și după ce trece frontiera cu România se varsă în râul Bilca Mare în apropiere de localitatea Bilca.